# Teatro Andalucía
El teatro Andalucía fue una sala de teatro que se ubicaba en la ciudad de Cádiz y que fue demolido en 1994 debido a un convenio urbanístico entre la propiedad y el Ayuntamiento. En el solar se encontró una factoría romana de salazones. 
Construido durante los años 1940 según el proyecto del arquitecto Antonio Sánchez Esteve, fue inaugurado el 16 de abril de 1949, con la representación de dos zarzuelas: La Alsaciana del maestro Jacinto Guerrero, libreto de José Ramos Martín y La Dogaresa escrita por Antonio López Monís y música de Rafael Millán. El teatro tenía un aforo de 1.082 localidades repartidas en: 608 butacas y 474 sillones en altura. El teatro Andalucía fue escenario de todo tipo de representaciones de comedias, zarzuelas, revistas, espectáculos flamencos, etc. También fue cosede, junto con el Gran Teatro Falla, del festival de cine del Atlántico. Además fue sede de las finales de los Carnavales de Cádiz, en el periodo de remodelación del Gran teatro Falla. En 1994 abrió por última vez sus puertas con la proyección de la película Todos a la cárcel de Luis García Berlanga.